# Батманглидж, Ростам
Ро́стам Батма́нглидж (англ. Rostam Batmanglij, перс. رستم باتمانقلیچ‎; род. 28 ноября 1983), мононимно известный как Ро́стам, — американский певец, автор песен, продюсер, мультиинструменталист и композитор. Известен как член групп Vampire Weekend и Discovery.

## Ранние годы
Батманглидж родился в Вашингтоне (округ Колумбия) в иранской семье. Его мать, Нажмия Халили Батманглидж, — автор книг по кулинарии, а отец, Мухаммад Батманглидж, — книжный издатель и основатель компании «Mage Publishers». У него есть старший брат, Зал (род. 1981), являющий режиссёром и сценаристом.

## Карьера
Батманглидж изучал музыку в Колумбийском университете, где в 2006 году присоединился к группе Vampire Weekend.

## Личная жизнь
Ростам Батманглидж — гей, как и его старший брат Зал.

## Дискография

### Студийные альбомы

#### Сольные альбомы
- Half-Light (2017)

#### Коллаборации
- Vampire Weekend (в составе Vampire Weekend) (2008)
- LP (в составе Discovery) (2009)
- Contra (в составе Vampire Weekend) (2010)
- Modern Vampires of the City (в составе Vampire Weekend) (2013)
- I Had a Dream That You Were Mine (совместно с Хэмилтоном Литаузером) (2016)

### Синглы
| Название                                | Год  | Альбом                      |
| --------------------------------------- | ---- | --------------------------- |
| «Wood» (перевыпущен в 2016)             | 2011 | Half-Light                  |
| «Don't Let It Get To You»               | 2011 | Half-Light                  |
| «EOS»                                   | 2016 | Half-Light                  |
| «Gravity Don't Pull Me»                 | 2016 | сингл, не вошедший в альбом |
| «Gwan»                                  | 2017 | Half-Light                  |
| «Bike Dream»                            | 2017 | Half-Light                  |
| «Half-Light» (совместно с Келли Сутрау) | 2017 | Half-Light                  |
| «In A River»                            | 2018 | сингл, не вошедший в альбом |

### Композиции для кино, телевидения и театра
- «Звук моего голоса» (2011), композитор
- «Группировка „Восток“» (2013) – «Doc's Song», оригинальная песня для фильма
- «Это наша молодость» (2014), композитор постановки на Бродвее
- «ОА» (2016), композитор